# Roast (komedija)
Roast (slovensko: Na žaru) je priljubljen format komedije, ki so ga leta 1949 prvič uradno priredili v »New York Friars Club«, ko so zapekli francoskega igralca Maurice Chevalierja. Neformalno pa slavne na razno raznih banketih »pečejo« že vse od leta 1910. Žanr kjer osebe iz sveta znanih in slavnih na zbadljiv, provokativen in hudomušen način počastijo drugo slavno osebo z namenom zabavati občinstvo. Ta format je bil zasnovan kot parodija na nazdravljanje oziroma zdravico. Poleg tega, da se iz gosta norčujejo in ga zbadajo, ga hkrati tudi postavljajo na piedestal in poudarjajo tudi vse njegove dosežke. Poanta vsega je da si »zapečenec« kritik in žalitev ne jemlje preveč k srcu, nekaterim je to celo v čast. Glavno zvezdo večera po navadi obdelajo gosti: znani prijatelji, družinski člani itn. Glavni povezovalec večera se imenuje »roastmaster« (žar mojster).

## Začetki

### The Friars Club
Šlo je za zabavne večere kjer so talentirani komedijanti združeni v zasebni klub pod imenom »Friars Club« redno nastopali in na banketih v svojih prostorih na osrednjem Manhattanu s svojimi neslanimi šalami zabavali občinstvo. Njihov moto je "Najprej, smo bratovšična". Na naslovnici časopisa »New York Tribune« je bila 10. december 1910 na naslovnici objavljena zgodba z naslovom "FRIARS KID MR. HARRIS: Veteran Theatrical Manager Butt of Jokes at Dinner" od ene izmed ene teh večerij. Tako govorimo o začetku oziroma predhodnici tega žanra na podlagi katerega so zasnovali roast.

### Prvi pravi roast
Leta 1949 je »New York Friars Club« priredil prvi roast z Maurice Chevalierjem kot prvim in častnim gostom. Prireditev je bila vulgarna, brez cenzure, obscena in je popolnoma ušla izpod nadzora.

## Roast na televiziji

### Kraft Music Hall
Ameriška televizijska variete oddaja »Kraft Music Hall« je med letoma 1968 in 1971 prenašala serijo roastov Friars Cluba v katerih so zapekli znane osebnosti kot so Johnny Carson, Milton Berle, Jack Benny, Don Rickles in Jerry Lewis.

### Dean Martin roast
Dean Martin je leta 1974 v zadnji sezoni svoje variete oddaje zapekel znane osebnosti kot so: igralci Kirk Douglas, Bette Davis, Jimmy Stewart; športniki Muhammad Ali, Joe Namath in Wilt Chamberlain; komedijanti Lucille Ball, Jackie Gleason in Redd Foxx; politiki Ronald Reagan in Barry Goldwater; pevec Frank Sinatra, v tej vlogi pa je nastopil tudi sam.

### Comedy Central
Med 1998 in 2002 je ameriški kabelski operater Comedy Central enkrat letno predvajal roast slavnega gosta iz New York Friars Club. To so bili Drew Carey, Jerry Stiller, Rob Reiner, Hugh Hefner in  Chevy Chase.
Ker se je šov izkazal za zelo uspešnega je po tem Comedy Central približno enkrat na leto predvajal svoj lasten šov pod imenom »Comedy Central Roast«. V njem so se zvrstila imena kot so: Jeff Foxworthy, Pamela Anderson, William Shatner, Flavor Flav, Bob Saget, Larry the Cable Guy, Joan Rivers, David Hasselhoff, Donald Trump, Charlie Sheen, Roseanne Barr, James Franco in Justin Bieber.
Komedijant Jeff Ross je svojo slavo unovčil s pogostim pojavljanjem prenosov Comedy Central roasts in ga pogosto naslavljajo z "Roastmaster generalom".

## Slovenska verzija

### Prvi slovenski comedy roast
| Na žaru         | Prireditev     | Prizorišče                   | Program | Na sporedu   | Žar mojster | Roaster(-ji) |
| --------------- | -------------- | ---------------------------- | ------- | ------------ | ----------- | --- |
| Vid Valič       | 17. marec 2015 | Španski borci                | Kanal A | 24. maj 2015 | Pižama      | Jerković, Jernej Celec, Sašo Stare, Andrea Andrassy, Mirza Tvrtković, Ćirović, Gašper Bergant, Boris Kobal, Ivan Šarić          |
| Perica Jerković | 17. marec 2016 | Festivalna dvorana Ljubljana |         |              | Pižama      | Vid Valič, Vodopivec, Gašper Bergant, Tešky, Ana Kajzer, Kuzman, Eva Virc, Anže Tomić, Matej Avanzo, Pedja Bajović, Marko Kumer |

### Na žaru z Ladom Bizovičarjem
| Na žaru        | Prireditev       | Prizorišče        | Program | Na sporedu        | Žar mojster    | Roaster(-ji) |
| -------------- | ---------------- | ----------------- | ------- | ----------------- | -------------- | --- |
| Lado Bizovičar | 2. november 2015 | Cankarjev dom     | POP TV  | 20. december 2015 | Jure Karas     | Seku Conde, Perica, Auer, Klašnja, Javšnik, Čakarmiš, Bagola, Molk, Milena Zupančič, Tomi Meglič, Tomažin, Katarina Čas        |
| Jan Plestenjak | 3. november 2015 | Cankarjev dom     | POP TV  | 27. december 2015 | Lado Bizovičar | Poles, Domicelj, Mitić, Domen Slana, Coto, Uroš Kuzman, Manca Košir, Rifle, Jure Košir, Jure Karas, Igor Bračič, Tadej Toš     |
| Borut Pahor    | 8. januar 2016   | Ljubljanska opera | POP TV  | 14. februar 2016  | Lado Bizovičar | Darja Zgonc, Alen Kobilica, Ivo Boscarol, Jadranka Kosor, Kuzman, Maze, Bojan Emeršič, Eva Irgl, Helena Blagne, Sagadin        |
| Boris Kobal    | 9. januar 2016   | Ljubljanska opera | POP TV  | 28. febuar 2016   | Lado Bizovičar | Gojmir Lešnjak Gojc, Tomaž Mihelič (Marlenna), Bine Volčič, Vid Valič, Nina Valič, Tin Vodopivec, Ciril Ribičič, Bernarda Oman |